# Oenothera tetraptera
Oenothera tetraptera är en dunörtsväxtart som beskrevs av Antonio José Cavanilles.
Oenothera tetraptera ingår i släktet nattljus och familjen dunörtsväxter. Inga underarter finns listade i Catalogue of Life.

## Bildgalleri

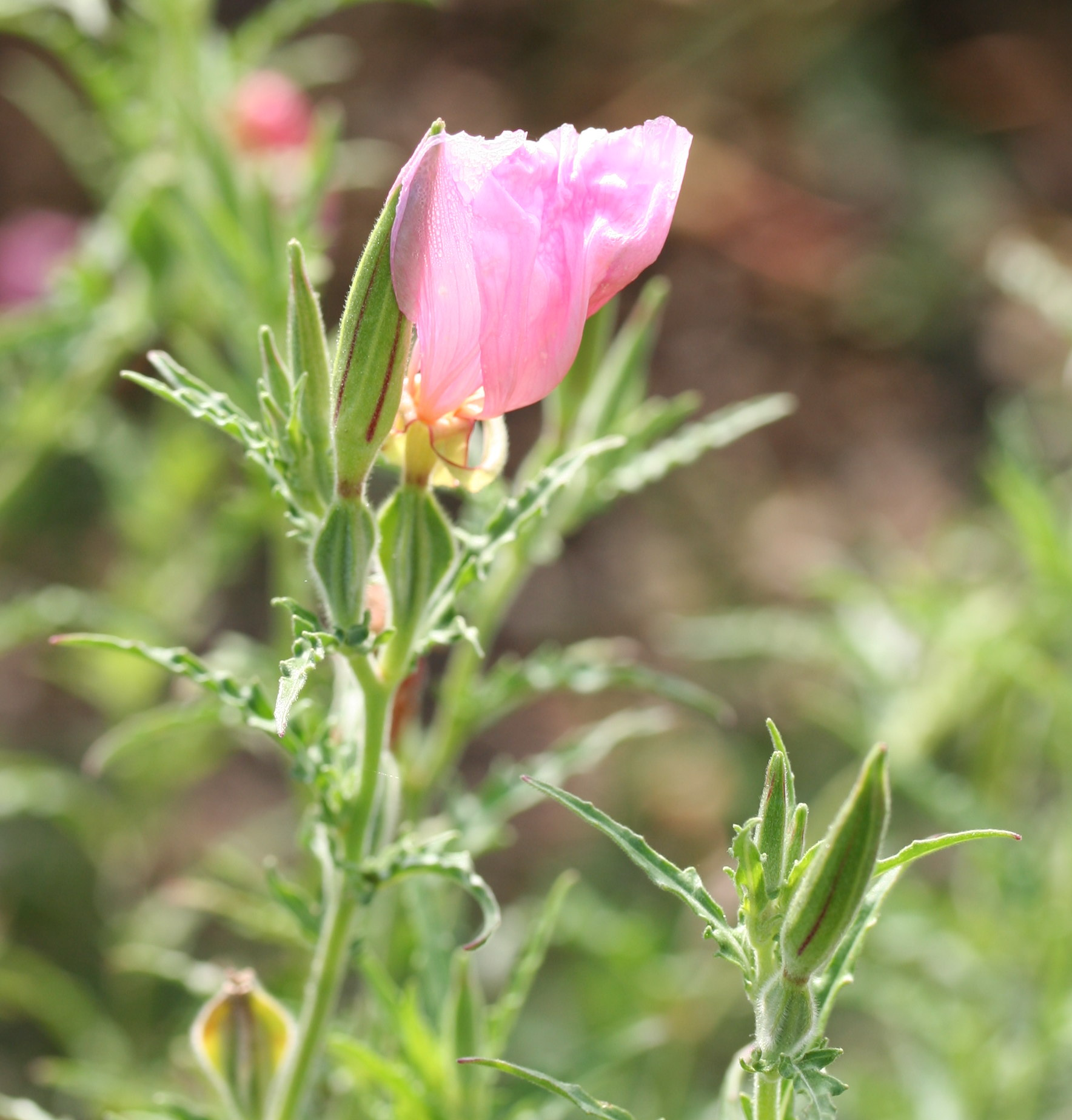